# هاروی سیدرز، نیوجرسی
هاروی سیدرز (به انگلیسی: Harvey Cedars) شهری در ایالت نیوجرسی کشور ایالات متحده آمریکا است که جمعیت آن در سرشماری سال ۲۰۱۰ میلادی، ۳۳۷ نفر بوده‌است.